# Huczwa
Die Huczwa ist ein linker Zufluss des Bug in Polen. 

## Geografie
Die Huczwa entspringt in Justynówka nordöstlich von Tomaszów Lubelski in einer Höhe von 318 m in der Woiwodschaft Lublin. Sie fließt wesentlich in nordöstlicher Richtung in ihrem insgesamt 75 km langen Lauf. Die Huczwa mündet in den Bug bei Gródek unterhalb von Hrubieszów. Ihr Einzugsgebiet wird mit 1394,3 km² angegeben. Das mittlere Gefälle beträgt 1,92 ‰.

## Zuflüsse
Größere Zuflüsse sind: Wożuczynka, Białka, Sieniocha, Siniocha (links), Kmiczynka (auch: Kamień; rechts).